# Anna Laura Orrico
Anna Laura Orrico (Cosenza, 29 dicembre 1980) è una politica italiana, dal 23 marzo 2018 deputata alla Camera per il Movimento 5 Stelle.
È stata sottosegretaria di Stato al Ministero per i beni e le attività culturali dal 16 settembre 2019 al 13 febbraio 2021 nel governo Conte II.

## Biografia
Nata il 29 dicembre 1980 a Cosenza, e residente a Rende comune sobborgo residenziale della città capoluogo,  laureata in scienze politiche con pieni voti all'Università della Calabria, ha frequentato corsi di perfezionamento in materia di project management e di cooperazione allo sviluppo dell'Africa.
Si è occupata di project management nazionale ed internazionale per aziende e associazioni, in particolare per la Callipo Group, nonché di cooperazione internazionale, lavorando in Africa nella regione dei Grandi Laghi.
È cofounder di Talent Garden Cosenza, il primo spazio di co-working in Calabria dedicato all’innovazione digitale.

### Attività politica
Dal 2010 al 2013 ha fatto parte della segreteria politica dell'associazione "Io resto in Calabria" guidata dall'imprenditore Filippo Callipo, candidato alla presidenza della Regione Calabria alle elezioni del 2010.
Nel 2018 aderisce al Movimento 5 Stelle (M5S), con il quale alle elezioni politiche di quell'anno viene candidata alla Camera dei deputati nel collegio uninominale Calabria - 03 (Cosenza) per il M5S, venendo eletta deputata con il 51,87% dei voti (68.065) contro i candidati del centro-destra, in quota Forza Italia, Paolo Naccarato (24,46%) e del centro-sinistra, in quota Partito Democratico, Giacomo Mancini (16,28%).
Nella XVIII legislatura della Repubblica è stata componente della 10ª Commissione Attività produttive, commercio e turismo e della 7ª Commissione Cultura, scienza e istruzione.
In seguito alla nascita del governo Conte II, sostenuto dal Partito Democratico, Movimento 5 Stelle e Liberi e Uguali, il 13 settembre 2019 è stata nominata dal Consiglio dei Ministri sottosegretaria di Stato al Ministero per i beni e le attività culturali, affiancando il ministro PD Dario Franceschini, insediandosi il 16 settembre e mantenendo l'incarico fino al 13 febbraio 2021.
Alle elezioni politiche anticipate del 2022 viene ricandidata alla Camera nel collegio uninominale Calabria - 02 (Cosenza) per il Movimento 5 Stelle, ottenendo il 36,61% e superando Andrea Gentile del centro-destra (36,35%) e Vittorio Pecoraro del centro-sinistra (15,83%).
Gentile contesta però il risultato delle elezioni e presenta un ricorso presso la Giunta delle elezioni della Camera dei deputati, chiedendo il riconteggio delle schede bianche e nulle. Il 17 gennaio 2025 la Giunta accoglie il ricorso di Gentile e annulla l'elezione della Orrico proclamando Gentile al suo posto. La Orrico risulta comunque rieletta tramite il listino plurinominale, a scapito della deputata Elisa Scutellà, eletta come miglior perdente nell'uninominale, che viene dichiarata decaduta dalla Camera. La relazione della Giunta è approvata il 12 marzo dall'Aula con 183 sì, 127 no e un astenuto, sancendo la decadenza della Scutellà.
Il 3 luglio 2023 viene nominata dal presidente del M5S Giuseppe Conte come coordinatrice regionale del Movimento 5 Stelle in Calabria.